# Empresa de Comunicaciones Orbitales
La Empresa de Comunicaciones Orbitales, conocida como ECO, fue un canal de televisión de pago mexicano dirigido al público hispanohablante de temática informativa, propiedad de Televisa Networks, compañía de cable que pertenece a Televisa. Tuvo cobertura en América del Norte (México, Estados Unidos y sur de Canadá), Central y Sur, además del norte de África y Europa.
Empezó sus transmisiones el 1 de septiembre de 1988, ECO se convirtió en el canal más importante de noticias en español, compitiendo con quienes fueran sus rivales más directos como CNN en inglés, CNN en Español, CBS Telenoticias, Canal de Noticias NBC, la BBC y 24 Horas de TVE.

## Historia
ECO inició el 1 de septiembre de 1988, por iniciativa del área de Televisión de Paga del Grupo Televisa. El proyecto y concepto general estuvieron a cargo de Jacobo Zabludovsky, quien fundamentó a ECO como la primera cadena de noticias de habla hispana con transmisión las 24 horas en México, América Latina, Estados Unidos, sur de Canadá, norte de África y Europa.
En octubre de 1991 se empezó a transmitir por el Canal de las Estrellas. 
El 23 de marzo de 1994, durante el atentado a Luis Donaldo Colosio, ECO fue el único canal hispano que dio a conocer la muerte del político en tiempo real a través de enlaces en vivo y por línea telefónica con Talina Fernández, quien se encontraba en el hospital donde se hallaba internado el candidato presidencial. Mientras dialogaba al aire con Jacobo Zabludovsky, Fernández anunció: "el licenciado Colosio falleció".
Entre 1988 y 1998, ECO también se transmitió en televisión abierta en México a través de El Canal de las Estrellas y XHTV Canal 4 de Televisa. Y en las principales cadenas televisivas de América Latina como ATC -hoy Televisión Pública Argentina- (1992) en Argentina, Canal 11/RTU -hoy Chilevisión- (1990-1992), La Red (1991) y Megavisión (1992-2001) en Chile, Telecentro (hoy TC Televisión) y Gamavisión en Ecuador, TCS Canal 6 en El Salvador, Canal 3, El Super Canal y Televisiete en Guatemala, RPC Televisión y Telemetro en Panamá, RBC (1990-1991) y América Televisión (1992-1996) en Perú, SNT y Telefuturo en Paraguay, Cadena Uno y Canal A de Colombia, Telecentro Canal 6 y Teletica en Costa Rica y Venevisión en Venezuela. Además, también se emitió por el canal de cable Galavisión en Estados Unidos y Europa.
Existió un segmento llamado ECO Internacional transmitido los viernes por el Canal de las Estrellas dentro del noticiero de Lolita Ayala siendo Diane Pérez y Ana Paula Ordorica las encargadas del mismo.
Desde 2024 se transmite ECO a través de la señal de N+ Foro de Televisa, los sábados a las 14:00 horas con una remembranza de las mejores noticias transmitidas en la década de los noventa.

## Cierre
En mayo de 2001 ECO da fin a sus transmisiones por motivos informativos tras 12 años de permanencia en el aire, además de que su rating disminuía considerablemente. La última emisión fue conducida por Diane Perez; sin embargo, no se despidió de la emisión ni del programa. Esto causó decepción y desencanto por parte de la audiencia. 
El presidente de Grupo Televisa, Emilio Azcárraga Jean, anunció que para 2010 se crearía un nuevo canal de noticias, expandiéndose el rumor en la red que se trataría del regreso de ECO. Sin embargo, el 10 de febrero de 2010 el nuevo canal fue presentado con el nombre de FOROtv, iniciando sus transmisiones el 15 del mismo mes en señal de paga y el 30 de agosto en señal abierta en lugar del canal 4TV de la Ciudad de México.

## Conductores
ECO fue asimismo una plataforma para lanzar al aire en el papel de conductores a algunos artistas y periodistas, algunos de los cuales ocuparon posteriormente puestos importantes en la locución, o se desenvuelven en los espacios noticiosos de México y América Latina.
Entre sus conductores destacan: Jacobo Zabludovsky, Abraham Zabludovsky, Dolores "Lolita" Ayala, Francisco Stanley, Guillermo Ochoa, Guillermo Ortega Ruiz, Juan Calderón, Talina Fernández, Víctor Gordoa, Cynthia Lara, Lourdes Ramos, Ana María Lomelí, Ana María Vargas, Lourdes Guerrero, Mayra Saucedo, Alfonso Teja, Lucila Montes, Crispín Barrera, Amador Narcia, Rubén Cajigas, Jesús Díaz, Ramón Fregoso, Francisco Fortuño, Francisco Ramírez, María Antonieta Collins, Alejandro Cacho, Ricardo Peña, Julieta Lujambio, Ricardo Rocha, Adela Micha, Diane Pérez, Mara Patricia Castañeda, Arlette Garibay, Verónica Macías, Jorge Berry, Marintia Escobedo, Leonardo Kurchenko, Patricia Suárez, Rocio Villagarcía, Jaime Maussan, José Martín Samano, Ricardo García Santander, entre otras personalidades.

## Directores
- Jacobo Zabludovsky (1988-1995)
- Félix Cortes Camarillo (1995-1998)
- Jorge Berry (1998)
- Leonardo Kourchenko (1998-2001)

## Logotipo
| Período   | Característica                                                                            |
| --------- | ----------------------------------------------------------------------------------------- |
| 1988-2001 | El logo fue un círculo negro con tres letras en blanco y óvalos en minúscula, como "eco". |

## Tema musical
El tema musical fue compuesto por Pedro Plascencia Salinas.

## Eslóganes
- La voz de la noticia
- El sistema permanente de noticias
- Somos noticia
- Ojos y oídos del mundo de habla hispana